# Setge d'Hostalric de 1462
El setge d'Hostalric de 1462 fou un dels combats de la Guerra Civil Catalana.

## Antecedents
L'empresonament de Carles de Viana per Joan el Sense Fe va fer passar a l'ofensiva a les classes privilegiades catalanes, que a les Corts de Lleida de 1460 elegiren un Consell del Principat que va exigir al rei el seu immediat alliberament i l'acceptació de la capitulació de Vilafranca, on es prohibia al rei entrar a Catalunya sense permís de la Generalitat mentre no s'aprovessin les lleis que la desenvolupaven.
La sobtada mort del príncep a les tres setmanes del seu alliberament va alterar la pacificació. El rei va enviar a Barcelona la reina Joana Enríquez amb la intenció d'aigualir la capitulació de Vilafranca i accentuar la divisió entre els dirigents catalans. Les relacions de la reina amb els organismes representatius de Catalunya foren molt dures durant els sis mesos que va viure a Barcelona amb el seu fill, de manera que decideix marxar a Girona el març de 1462 on feia uns mesos que els pagesos de remença s'havien aixecat contra els seus senyors per reivindicar l'abolició dels mals usos.
La reina va convocar Consell General a Girona el 23 d'abril de 1462, i va organitzar la milícia ciutadana i procedir a la reparació urgent de les muralles i torres de la ciutat, i el 12 de maig va fer enviar a Bernat Joan de Cabrera, cap de les forces del castell d'Hostalric 200 homes per la seva defensa, mentre que el Consell del Principat va enviar el 13 de maig un emissari als jurats d'Hostalric per assegurar una bona acollida de la Host del Consell del Principat que es dirigiria a Girona.
Joana Enríquez va segellar la seva aliança amb Francesc de Verntallat i els seus camperols, i amb ell va combinar un pla estratègic per barrar el pas a l'exèrcit rebel a Hostalric, enviant al cap dels remences amb 600 homes i un vaixell d'armes i queviures a Sant Feliu de Guíxols per guanyar temps mentre que els pagesos s'organitzaven a Girona.

## El setge
Els 500 homes de la Host del Consell del Principat comandada pel capità Pere de Bell-lloc i de Sentmenat, després d'haver foragitat als remences de Francesc de Verntallat el 23 de maig, que tornaren a Girona, van començar a tallar les vinyes i els camps de blat, fet que va provocar que els vilatans obrissin les portes de la muralla i s'apoderaren sense combat de la vila i el castell d'Hostalric, tret de la torre dels Frares, defensada per un sol home, al que es van enfrontar els ballesters.

## Conseqüències
Bernat Joan de Cabrera fou fet presoner i el 29 de maig el Consell del Principat va ordenar la sortida de Barcelona del gruix de la Host del Consell del Principat, encapçalada per Hug Roger III de Pallars Sobirà per assetjar Girona.
Hostalric va quedar tota la Guerra Civil Catalana en poder de les forces de la Generalitat i acabada la guerra va rebre com a premi un privilegi de Joan el Sense Fe sobre consums i gràcies especials als seus habitants.